# Getter
Tanner Petulla, cunoscut mai bine sub numele Getter, este un DJ, producător și rapper american din San Jose, California.
Tanner a semnat cu casa de discuri a cunoscutului producător și DJ Datsik, Firepower Records în 2012, în timp ce lansa și prin intermediul altor case de discuri precum Rottun Records și OWSLA. De-a lungul timpului, Petulla a colaborat cu unele dintre cele mai mari nume din industrie precum Skrillex, Datsik, Borgore. În 2017, Getter a deschis propriul studio, casă de discuri și shop, Shred Collective. De asemenea produce și muzica hip hop sub numele Terror Reid, cea mai cunoscută piesa fiind "Uppercuts".Petulla a lansat recent un album numit "Visceral" care a fost pe primul loc in iTunes, Shazam si altele.Albumul este plin de, intuneric, tristete si "furtuni".Visceral vine cu 12 melodii care apartin genului Hip-Hop, Electronica, Bass si Rock.Multe din melodii au referinta depresiei si iubirii.
Tinerete , 
Petulla a început să producă muzică în timpul liceului, încărcând melodii originale, precum și remixuri ale Far East Movement și Timbaland pe pagina sa SoundCloud.A câștigat recunoașterea atunci când a lansat melodii pe etichete precum Ultragore Recordings și Tuff Love Dubs.Intr-un interviu, el a spus: "Am inceput de fapt cand aveam 16 ani. Am fost in cateva trupe inainte de asta, eram un baterist si un chitarist, am fost un metalist si am iubit rapul ca Mac Dre si Andre Nickatina. Ai putea să faci muzică electronică de unul singur, așa că m-ai atras într-adevăr spre ea și m-ai făcut să vreau să-mi fac treaba ". El a spus: "Imediat ce am luat o chitara stiam ca vreau sa fac muzica. Am facut mereu arta, indiferent daca e vorba de muzica sau de desen, asa ca totul a venit destul de natural.
1. ↑  „Getter”, Freebase Data Dumps[*] Verificați valoarea |titlelink= (ajutor)